# Ryan Smyth
Ryan Alexander Gordon Smyth (* 21. února 1976, Banff, Alberta, Kanada) je bývalý kanadský hokejový útočník hrající v týmu Edmonton Oilers v severoamerické lize NHL. Je přezdívaný „Kapitán Kanada“.

## Úspěchy

### Individuální úspěchy
- CHL 1. All-Star Team – 1994–1995
- WHL (East) 2. All-Star Team – 1994–1995
- NHL All-Star Game – 2007

### Kolektivní úspěchy
- Zlatá medaile z MSJ – 1995
- Zlatá medaile ze ZOH – 2002
- Zlatá medaile z MS – 2003 a 2004
- Vítěz Světového poháru – 2004
- Stříbrná medaile z MS – 2005

## Klubové statistiky
| Sezona      | Klub               | Soutěž      | Základní část | Základní část | Základní část | Základní část | Základní část | Play off | Play off | Play off | Play off | Play off |
| Sezona      | Klub               | Soutěž      | Z             | G             | A             | B             | TM            | Z        | G        | A        | B        | TM       |
| ----------- | ------------------ | ----------- | ------------- | ------------- | ------------- | ------------- | ------------- | -------- | -------- | -------- | -------- | -------- |
| 1991–1992   | Moose Jaw Warriors | WHL         | 2             | 0             | 0             | 0             | 0             | —        | —        | —        | —        | —        |
| 1992–1993   | Moose Jaw Warriors | WHL         | 64            | 19            | 14            | 33            | 59            | —        | —        | —        | —        | —        |
| 1993–1994   | Moose Jaw Warriors | WHL         | 72            | 50            | 55            | 105           | 88            | —        | —        | —        | —        | —        |
| 1994–1995   | Moose Jaw Warriors | WHL         | 50            | 41            | 45            | 86            | 66            | 10       | 6        | 9        | 15       | 22       |
| 1994–1995   | Edmonton Oilers    | NHL         | 3             | 0             | 0             | 0             | 0             | —        | —        | —        | —        | —        |
| 1995–1996   | Cape Breton Oilers | AHL         | 9             | 6             | 5             | 11            | 4             | —        | —        | —        | —        | —        |
| 1995–1996   | Edmonton Oilers    | NHL         | 48            | 2             | 9             | 11            | 28            | —        | —        | —        | —        | —        |
| 1996–1997   | Edmonton Oilers    | NHL         | 82            | 39            | 22            | 61            | 76            | 12       | 5        | 5        | 10       | 12       |
| 1997–1998   | Edmonton Oilers    | NHL         | 65            | 20            | 13            | 33            | 44            | 12       | 1        | 3        | 4        | 16       |
| 1998–1999   | Edmonton Oilers    | NHL         | 71            | 13            | 18            | 31            | 62            | 3        | 3        | 0        | 3        | 0        |
| 1999–2000   | Edmonton Oilers    | NHL         | 82            | 28            | 26            | 54            | 58            | 5        | 1        | 0        | 1        | 6        |
| 2000–2001   | Edmonton Oilers    | NHL         | 82            | 31            | 39            | 70            | 58            | 6        | 3        | 4        | 7        | 4        |
| 2001–2002   | Edmonton Oilers    | NHL         | 61            | 15            | 35            | 50            | 48            | —        | —        | —        | —        | —        |
| 2002–2003   | Edmonton Oilers    | NHL         | 66            | 27            | 34            | 61            | 67            | 6        | 2        | 0        | 2        | 16       |
| 2003–2004   | Edmonton Oilers    | NHL         | 82            | 23            | 36            | 59            | 70            | —        | —        | —        | —        | —        |
| 2005–2006   | Edmonton Oilers    | NHL         | 75            | 36            | 30            | 66            | 58            | 24       | 7        | 9        | 16       | 22       |
| 2006–2007   | Edmonton Oilers    | NHL         | 53            | 31            | 22            | 53            | 38            | —        | —        | —        | —        | —        |
| 2006–2007   | New York Islanders | NHL         | 18            | 5             | 10            | 15            | 14            | 5        | 1        | 3        | 4        | 4        |
| 2007–2008   | Colorado Avalanche | NHL         | 55            | 14            | 23            | 37            | 50            | 8        | 2        | 3        | 5        | 2        |
| 2008–2009   | Colorado Avalanche | NHL         | 77            | 26            | 33            | 59            | 62            | —        | —        | —        | —        | —        |
| 2009–2010   | Los Angeles Kings  | NHL         | 67            | 22            | 31            | 53            | 42            | 6        | 1        | 1        | 2        | 6        |
| 2010–2011   | Los Angeles Kings  | NHL         | 82            | 23            | 24            | 47            | 35            | 6        | 2        | 3        | 5        | 0        |
| NHL celkově | NHL celkově        | NHL celkově | 1069          | 355           | 405           | 760           | 810           | 93       | 28       | 31       | 59       | 88       |

### Reprezentační statistiky
| 1995                   | Kanada 20'             | MSJ                    | 7  | 2  | 5  | 7  | 4  |
| 1999                   | Kanada                 | MS                     | 9  | 0  | 2  | 2  | 12 |
| 2000                   | Kanada                 | MS                     | 9  | 3  | 6  | 9  | 0  |
| 2001                   | Kanada                 | MS                     | 7  | 2  | 3  | 5  | 4  |
| 2002                   | Kanada                 | ZOH                    | 6  | 0  | 1  | 1  | 0  |
| 2002                   | Kanada                 | MS                     | 7  | 4  | 0  | 4  | 2  |
| 2003                   | Kanada                 | MS                     | 9  | 2  | 2  | 4  | 2  |
| 2004                   | Kanada                 | MS                     | 9  | 2  | 2  | 4  | 2  |
| 2004                   | Kanada                 | SP                     | 6  | 3  | 1  | 4  | 2  |
| 2005                   | Kanada                 | MS                     | 9  | 2  | 1  | 3  | 6  |
| 2006                   | Kanada                 | ZOH                    | 6  | 0  | 1  | 1  | 4  |
| Seniorská reprezentace | Seniorská reprezentace | Seniorská reprezentace | 77 | 18 | 19 | 37 | 34 |
| Reprezentace celkově   | Reprezentace celkově   | Reprezentace celkově   | 84 | 20 | 24 | 44 | 38 |